# Wilkau-Haßlau
Wilkau-Haßlau é um município da Alemanha, situado no distrito de Zwickau, no estado da Saxônia. Tem 12,70 km² de área, e sua população em 2019 foi estimada em 9.656 habitantes.